# Katholisches Pfarrhaus Dommitzsch

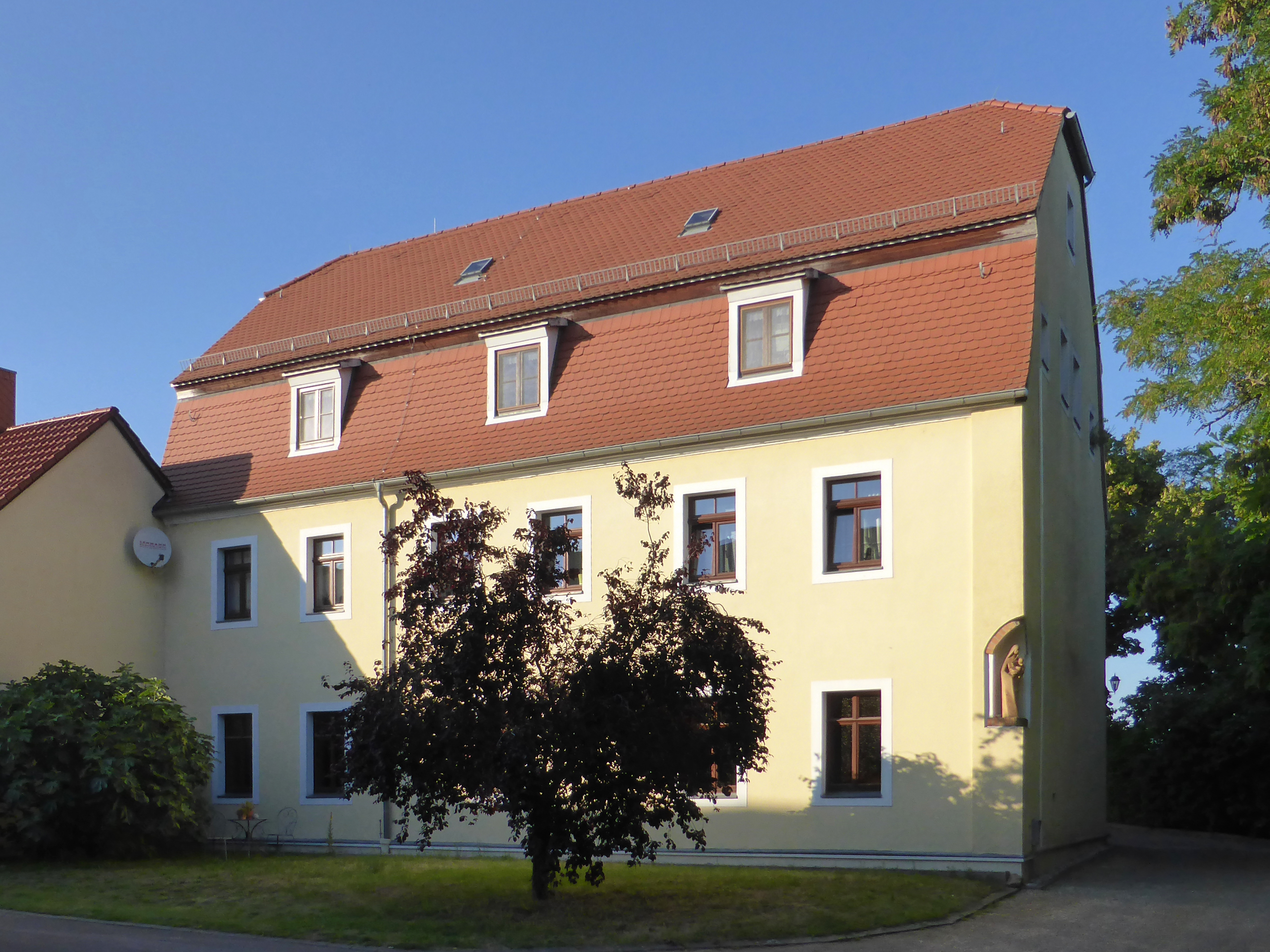
Pfarrhaus mit Kapelle

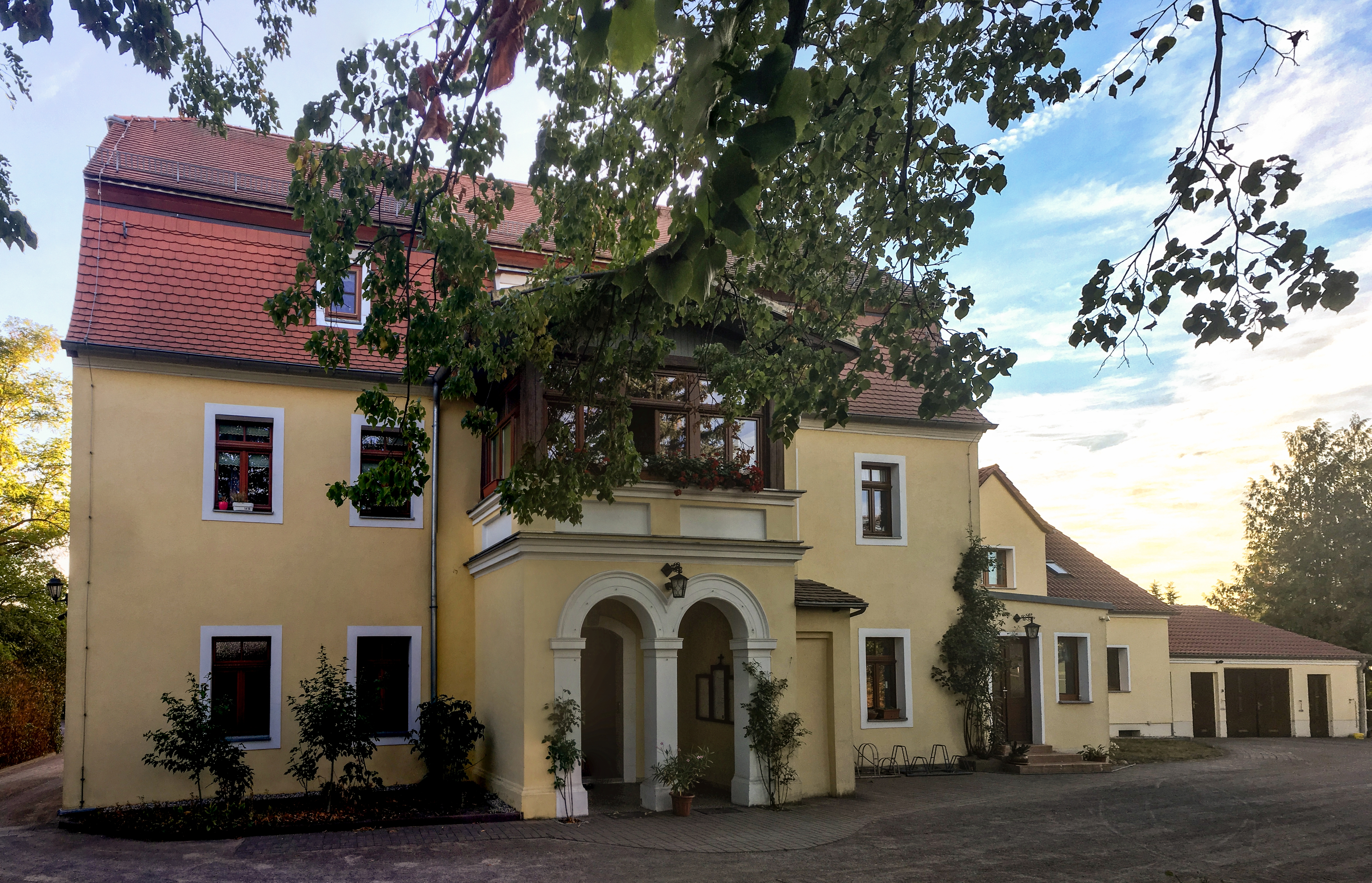
Eingangsseite des Pfarrhauses mit modernen Anbauten

Das katholische Pfarrhaus ist eines der ältesten Gebäude in Dommitzsch, einer Stadt im Landkreis Nordsachsen in Sachsen. Es steht auf dem Grundstück Elbstraße 5 und ist vom Landesamt für Denkmalpflege Sachsen unter der Erfassungsnummer 09286866 als Baudenkmal erfasst.

## Gebäude
Das heutige Pfarrhaus wurde 1750 als Herrenhaus des Freigutes Seeberg durch Friedrich Reinige erbaut. Das Bauwerk wurde im Baustil des Barock als zweigeschossiger Putzbau mit markantem Mansarddach mit Schopf errichtet. Der Eingangsvorbau mit zweibogiger Arkadenöffnung wurde später angefügt.
Am 12. April 1950 kaufte die Pfarrei Torgau das über 5000 m² große Grundstück Elbstraße 5 mit dem Herrenhaus für 26.500 Deutsche Mark als Pfarrhaus an.
Der an das Herrenhaus angebaute Gebäudeteil, der früher Wohnungen für Gutsarbeiter beinhaltete, wurde 1963 wegen Baufälligkeit abgerissen. 1964 wurde der an dieser Stelle errichtete Neubau fertiggestellt, in dem eine Wohnung für den Küster sowie ein Unterrichtsraum für die katholische Gemeinde eingerichtet wurden.
In die Südwestecke des Pfarrhauses ist eine Marienstatue eingefügt. Im Eingangsvorbau stellt ein Holzrelief den heiligen Martin von Tours als römischen Soldat auf dem Pferd dar, während er seinen Schultermantel mit einem Bettler teilt. Im Erdgeschoss des Pfarrhauses befindet sich die Kapelle, die das Patrozinium Mariä Himmelfahrt trägt und zur Pfarrei Schmerzhafte Mutter mit Sitz in Torgau im Bistum Magdeburg gehört.
Auf dem Grundstück stehen ferner ein freistehender Glockenturm und eine gemauerte Stele, die einen Pelikan darstellt, der seine Jungen füttert. Das symbolisiert in der katholischen Kirche die Eucharistie.

## Katholische Gemeinde
Durch die Reformation wurden die Bevölkerung und die Kirche von Dommitzsch in den 1520er Jahren lutherisch.
Nachdem in Dommitzsch ergiebige Tonvorkommen entdeckt worden waren, wurde 1873 ein Tonrohrwerk errichtet, dem 1910 eine Tonwarenfabrik folgte. Infolgedessen ließen sich in Dommitzsch katholische Arbeiter nieder.
Ab 1910, damals hatte Dommitzsch 52 katholische Einwohner, fanden gelegentlich katholische Gottesdienste seitens des Torgauer Geistlichen in verschiedenen profanen Räumen von Dommitzsch, in Schulen und später im Rathaussaal, statt. Nachdem den Katholiken von Dommitzsch 1938 der Rathaussaal gekündigt worden war, bemühten sich die Pfarrei Torgau um den Erwerb eines Grundstückes am Osterberg und den Bau einer Kapelle, was jedoch bei den damaligen politischen Verhältnissen ergebnislos blieb.
Nachdem das Deutsche Reich mit dem Überfall auf Polen den Zweiten Weltkrieg begann und infolgedessen Frankreich am 3. September 1939 Deutschland den Krieg erklärte und zwei Tage später eine Offensive gegen das Saargebiet begann, wurden Saarländer in das Innere des Reichsgebietes evakuiert. Durch Leo Weber, Priester aus dem Bistum Trier, fanden in Dommitzsch katholische Gottesdienste in der Gaststätte Fährhaus statt. Nachdem die Saarländer wieder in ihre Heimat zurückgekehrt waren, wurden die katholischen Gottesdienste zum 1. Juli 1941 in den evangelischen Konfirmandensaal verlegt. Vom Herbst 1944 an, als katholische Flüchtlinge aus den Bistümern Aachen und Köln nach Dommitzsch gekommen waren, fanden die katholischen Gottesdienste in der evangelischen Stadtkirche St. Marien statt.
Am 28. April 1950 wurde die Kuratie Dommitzsch gegründet, und Dommitzsch bekam mit Vikar Paul Hauke den ersten eigenen Priester, der zum Kuratus von Dommitzsch ernannt wurde. Hauke stammte aus Breslau und blieb bis zu seinem 1976 erfolgten Eintritt in das Benediktinerkloster Huysburg in Dommitzsch tätig. Zunächst musste Hauke im Pfarrhaus von Torgau wohnen, da das Pfarrhaus in Dommitzsch noch durch Mieter bewohnt war. Erst am 1. September 1950 bekam er im Pfarrhaus von Dommitzsch ein Zimmer. Seine Heiligen Messen zelebrierte er in der evangelischen Stadtkirche St. Marien. Von 1950 an wurden in Dommitzsch auch katholische Kirchenbücher geführt. Damals gehörten rund 1000 Katholiken zur Kuratie Dommitzsch.
1953 bekam die Kuratie Dommitzsch ein eigenes Gotteshaus. Am 21. Juni 1953 weihte Dechant Schäfer aus Bad Liebenwerda die Kapelle ein.
Am 1. Oktober 1957 wurde die Kuratie Dommitzsch zur Filialkirchengemeinde (Pfarrvikarie) der Pfarrei Torgau erhoben, Paul Hauke wurde ihr Pfarrvikar. Zur Errichtung einer Pfarrei kam es in Dommitzsch nicht. Erst 1965 zog der letzte Mieter aus dem Pfarrhaus aus, das nun allein dem Pfarrvikar und der Kirchengemeinde diente.
Am 1. März 2006 wurde der Gemeindeverbund Torgau–Belgern–Dommitzsch–Schildau gegründet, die Filialkirchengemeinde Dommitzsch wurde in diesem Zusammenhang aufgelöst. Aus dem Gemeindeverbund entstand 2010 die heutige Pfarrei Schmerzhafte Mutter mit Sitz in Torgau, zu der das Pfarrhaus und die Kapelle in Dommitzsch gehören.